# سايل ديلجادو
كان سايل ديلجادو دوارتي (1926-1957) وطنيًا كوبيًا. كان عمره 31 عامًا فقط أصبح ضحية فیما بقي للتاريخ باسم مذبحة کورینتیا.

## السيرة الذاتية
ولد سايل ديلجادو دوارتي في 24 يناير 1926 في مدينة هافانا. والده هومرو دلغادو آلامو، مهنته صحفي، وامه إيزيس دوارتي راموس ومدرسة. أكمل دراسته الأولى في كلية الناصرة وعندما كان أكبر سنًا واصل دراسته في معهد فیدادو وانتهى من دراسته في فرع المسح.

## نشاط ثوري
كان رئيسًا لجمعية طلاب معهد فيدادو التي کانت تنظم إضرابات طلابية وظل كقائد في طليعة كل حركة احتجاجية طلابية دون النظر الی المخاطر أو العواقب. شارك في المنظمات الثورية في عصره مثل اتحاد التمرد الثوري (UIR)،)، المنظمة الأصیلة (OA) و (AAA Triple A)  كما أنه كان على اتصال كبير بعناصر الأرثوذكسية وحارب بلا كلل من أجل تحرير أسرى انقلاب 10 مارس 1952. شارك في الهجوم على ثكنات جویکوریا والهجوم على موقع في ثكنات كولومبيا.
ابتداء من عام 1955، بدأ في القيام برحلات عديدة، كان الغرض منها نقل الأسلحة إلى داخل البلاد. کان يتم ذلك من خلال التظاهر بأعمال مثل شراء السيارات. سافر إلى سانتو دومينغو حيث تلقى تدريبًا صارمًا لمدة 5 أشهر من أجل المشاركة لاحقًا في رحلة مسلحة. جاء إلى كوبا لاختراق المنطقة الشرقية وانضم إلى حركة بدأت قبل 4 أشهر بقیادة فيدل كاسترو.

## وفاته
في 19 مايو 1957، الساعة 9:00 مساءً، أبحروا إلى كوبا من سواحل فلوريدا في الولايات المتحدة على يخت کورونثیا عتيق الطراز، بطول حوالي 100 قدم وعرض 12 بوصة، بقيادة كاليكستو سانشيز وايت، أحد قدامى المحاربين في الحرب العالمية الثانية. كانت الرحلة كارثة حيث واجه اليخت مشاكل وكان الطقس سيئًا، حيث استغرقت الرحلة وقتًا أطول من المخطط لها، ونفدت مياه الشرب. نزلوا في 23 مايو 1957 على طول ساحل كاناريتا في خليج كابونيكو، في شمال مقاطعة أورينتي دي كوبا آنذاك  وفي 28 مايو تم تحديد مكانهم ووافقوا على الاستسلام.
بمجرد القبض عليهم تم نقلهم في شاحنة وعلى الطريق الملكي المعروف بـ ال نارنجال دو کابونیکو ودون أن یحترموهم بأنهم أسرى الحرب قتلوا برشقات رشاشات. وفي اليوم التالي قام جيش الاستبداد بنثر الجثث في مشهد جریمة القتل لتبدو وكأنها ماتوا في قتال وجه لوجه. وبعد تجريدهم من ممتلكاتهم تم نقلهم إلى مقبرة كابونيكو وقام السکان المحلیین بحفر قبورهم ودفنهم.